# Antopedaliodes
Antopedaliodes is een monotypisch geslacht van vlinders in de onderfamilie Satyrinae van de familie Nymphalidae.

## Ssoort
- Antopedaliodes antonia (Staudinger, 1897)